# تحصیل شکرگره
تحصیل شکرگره (به انگلیسی: Shakargarh Tehsil) یک تحصیل در پاکستان است که در پنجاب واقع شده‌است. تحصیل شکرگره ۲۶۸ متر بالاتر از سطح دریا واقع شده‌است.